# Conioscinella grandis
Conioscinella grandis är en tvåvingeart som beskrevs av Spencer 1977. Conioscinella grandis ingår i släktet Conioscinella och familjen fritflugor. Inga underarter finns listade i Catalogue of Life.